# Jacques Veyrat
Pour les articles homonymes, voir Veyrat.
Jacques Veyrat, né le 4 novembre 1962 à Chambéry (Savoie), est un homme d'affaires, chef d'entreprise et milliardaire français. Ancien président du groupe Louis Dreyfus, il dirige aujourd'hui la société d'investissement Impala qu'il a créée et qui est active notamment dans l’énergie. Il est également président du conseil d'administration du groupe Fnac Darty.

## Biographie

### Origines et études
Ancien élève de l'École polytechnique (X1983), de la même promotion que Patrick Pouyanné, Patrick Drahi et Marwan Lahoud, il intègre en 1988 l'École nationale des ponts et chaussées,, puis obtient un MBA au Collège des ingénieurs.

### Conseiller ministériel

#### Ministère de l’Économie et des Finances
Il commence sa carrière en 1989 au Comité interministériel de restructuration industrielle, à la direction générale du Trésor du ministère de l'Économie et des Finances. En 1991, il est nommé secrétaire général adjoint chargé de l'Afrique, du Moyen-Orient, de l'Asie et des questions financières au Club de Paris.

#### Cabinets ministériels
En 1993, il devient conseiller technique chargé des finances de Bernard Bosson, ministre de l'Équipement, des Transports et du Tourisme du gouvernement Édouard Balladur.

### Dirigeant d’entreprise

#### Louis-Dreyfus Armateurs
En 1995, il intègre Louis-Dreyfus Armateurs, dont il devient directeur général en 1997. Il élargit les activités de l'entreprise, notamment en lançant la constitution d'un réseau de télécommunications en fibre optique le long des voies fluviales françaises, par la filiale LDCom.
Président de LDCom depuis 1998, il développe la société en rachetant une dizaine de sociétés (Kertel, Kaptech, FirtstMark (Suez), Fortel (UPC), Sogetec (NRJ Group), Siris (Deutsche Telekom), Belgacom France, 9 Télécom (Telecom Italia). LDCom devient ainsi opérateur de téléphonie au service des entreprises. En 2004, LDCom est renommé Neuf Télécom, avec Jacques Veyrat comme président, et lance son service de téléphonie auprès des particuliers.

#### Fusion Neuf Télécom - Cegetel
En 2005, il conduit la fusion entre Neuf Télécom et Cegetel, qui devient numéro 2 français des télécommunications. Neuf Cegetel est détenue à 72 % par les actionnaires de Neuf Telecom et à 28 % par SFR, lui-même filiale de Vivendi Universal. Lors de son introduction en bourse en 2006 Neuf Cegetel emploie 2 500 salariés et enregistre un chiffre d'affaires de 3 milliards d’euros. Il poursuit sa croissance externe avec l’acquisition d’AOL France en 2006, et Club internet en 2007. En décembre 2007, SFR rachète Neuf Cegetel qui est valorisé 7,7 milliards d’euros,. Jacques Veyrat quitte la présidence du groupe Neuf Cegetel le 15 avril 2008.
Bras droit et homme de confiance de Robert Louis-Dreyfus, Jacques Veyrat devient président de Louis-Dreyfus SAS en mai 2008, soit une année avant la disparition de son mentor.
Par la suite, ses relations avec Margarita Louis-Dreyfus, la veuve de Robert Louis-Dreyfus, qui n'a initialement aucun contrôle direct sur le management des opérations, se dégradent au fil du temps et finissent par laisser place à une lutte de pouvoir pour le contrôle du groupe.
En juillet 2011, il quitte le groupe Louis-Dreyfus pour créer Impala, un holding d’investissement regroupant des actifs issus de sa stratégie de développement et de diversification au sein du groupe initiée par Jacques Veyrat[pas clair].

### Entrepreneur: la holding Impala
Fondé en juillet 2011 par Jacques Veyrat, Impala est composé autour de 5 pôles d’activité : Énergie, Gestion d’actifs, Industrie, Marques et Sécurité.
En 2018, Jacques Veyrat contrôle avec Impala une quinzaine de sociétés pour un chiffre d’affaires de 800 M€ et est actionnaire d’une quinzaine de sociétés.

#### Énergie: Neoen
À son départ du groupe Louis-Dreyfus, Jacques Veyrat développe le producteur d’énergie renouvelable Neoen. Sous sa présidence et au sein de sa holding Impala, Neoen devient l’un des premiers producteurs français d’énergie renouvelable,. Impala est également actionnaire de référence de Direct Energie, spécialisé dans la distribution d'électricité et de gaz.

#### Gestion d’actifs
Du groupe Louis-Dreyfus, Jacques Veyrat conserve le fonds d’investissement Louis Dreyfus Investment Group, qu'il rebaptise Eiffel Investment Group. Impala est l’actionnaire de la société Eiffel Investment Group.

#### Sécurité
En 2015, Jacques Veyrat souhaite diversifier les actifs d’Impala en investissant dans le secteur de la sécurité.

### Autres fonctions

#### Fnac Darty
Le 18 juillet 2017, Jacques Veyrat est nommé président du conseil d'administration du groupe Fnac Darty.

#### KKR
Jacques Veyrat est nommé conseiller sénior en 2018 du fonds américain KKR pour la France.

## Fortune
En 2020, le magazine économique Challenges évalue sa fortune à 2 milliards d'euros, ce qui le classe 49e fortune française.
Au 30 juin 2023, sa fortune est estimée à 2,8 milliards d'euros par Challenges.

## Distinctions
- Chevalier de la Légion d'honneur. En 2010, il est nommé chevalier de la Légion d’honneur[18].